# Dynastor anaxarete
Dynastor anaxarete är en fjärilsart som beskrevs av Pieter Cramer 1776. Dynastor anaxarete ingår i släktet Dynastor och familjen praktfjärilar. Inga underarter finns listade i Catalogue of Life.